# Dentella browniana
Dentella browniana là một loài thực vật có hoa trong họ Thiến thảo. Loài này được Domin mô tả khoa học đầu tiên năm 1929.